# Симо Будмани
Симо Будмани (* 1703 – † 1764) изданак је дубровачке породице која првобитно није била градска, већ је своје порекло водила из једног села у Конавлима.
Крстарећи Балканом, како га је где одводила трговина којом се бавио, он је, на разним странама, упознавао крајеве, људе и обичаје, и стицао је поступно голему животну мудрост: 1722–1723. био је у Новом Пазару, 1724. у Рушчуку, одакле је дотерао восак; 1726. он је у Влашкој, а наредне, 1727. године, долази из Ниша „са бивољим кожама, воском и вучјим кожама"; 1729. је у Видину, затим 1730, 1732–1733. и 1736. у Новом Пазару, 1740. у Прокупљу, а 1749. поново у Новом Пазару.
Новопазарски записи Сима Будманија, у облику који имају сада, представљају скуп разноврсне грађе, а не јединствено дело. Та грађа је претежно лексикографска. Почетни њихов део заузима италијанско-српски речник, са преко шест стотина педесет речи и више од шездесет реченица.
У Новопазарским записима Сима Будманија види се да српска несрећа и њихово страдање нису само националне, него су и социјалне појаве, и да оне не долазе једино и увек споља, од Турака, већ да се рађају и унутра, од једноверних и сународника.
Најранији је спомен његовог дела начињен у књизи Народне пјесме из старијих, највише приморских записа Валтазара Богишића, која је у издању Српског ученог друштва штампана 1878. године.